# رومان سميرنوف
رومان سميرنوف هو متزلج سريع بيلاروسي، ولد في 29 أكتوبر 1986.